# Theganopteryx notata
Theganopteryx notata är en kackerlacksart som beskrevs av Robert Walter Campbell Shelford 1913. Theganopteryx notata ingår i släktet Theganopteryx och familjen småkackerlackor.
Artens utbredningsområde är Gabon. Inga underarter finns listade i Catalogue of Life.